# صالح الطحان
وُلد الشيخ صالح جاسم الطحان في بلدة كودنة النعيمية التابعة لمحافظة القنيطرة في سوريا عام 1940 و يعتبر من أهم شخصيات قبيلة النعيم في القرن العشرين.
التحق بجامعة دمشق حيث درس القانون في كلية الحقوق فتخرج منها وحصل على درجة الليسانس في الحقوق ثم نال بعد ذلك درجة الليسانس في إدارة الأعمال من نفس الجامعة وتابع الدراسات العليا بالعلوم الإدارية في مصر.
عمل في المحاماة وانتخب في عام 1973 عضواً في مجلس الشعب السوري. توفي في حزيران عام 2000 م.